# موشتگان
موشتگان (نام علمی: Phylloxeridae) نام یک تیره از راسته نیم‌بالان است.